# Folha de S. Paulo
Folha de S.Paulo, también conocido como Folha de São Paulo o simplemente Folha, es un periódico brasileño publicado en la ciudad de São Paulo. Es actualmente el segundo mayor periódico de Brasil por tirada, con 366,087 ejemplares (incluyendo suscriptores digitales), según el Instituto Verificador de Comunicación (IVC), en diciembre de 2021, sólo superado por O Globo de Río de Janeiro.
Fundado por un grupo de periodistas liderados por Olival Costa y Pedro Cunha el 19 de febrero de 1921, Folha se creó en oposición al principal periódico de la ciudad, O Estado de S. Paulo, que representaba a las élites rurales y adoptaba una postura más conservadora, tradicional y rígida.  En 1950, todas las Folhas comenzaron a imprimirse en un edificio de la Alameda Barão de Campinas, que se amplió a finales de la década de 1960 con la construcción de un segundo edificio en la Alameda Barão de Limeira, en el barrio de Campos Elíseos. Hoy, este edificio es la entrada principal de la empresa.
En 1986, Folha se convirtió en el diario de mayor circulación del país, liderazgo que mantuvo hasta 2021. En 1995, un año después de superar el millón de ejemplares los domingos, Folha inauguró su nueva imprenta, considerada la más grande y tecnológicamente actualizada de América Latina. El récord de circulación y ventas del periódico se alcanzó en 1994, cuando lanzó el Atlas Folha/The New York Times (1 117 802 ejemplares el domingo).
En la actualidad, Folha es el centro de una serie de actividades en el ámbito de la industria de la comunicación que engloba periódicos, una base de datos, un instituto de estudios de opinión y de mercado, una agencia de noticias, un servicio de información y entretenimiento en tiempo real, una imprenta de revistas y una empresa de transportes. Junto a O Globo, O Estado de S. Paulo, Zero Hora, Correio Braziliense y Estado de Minas, entre otros, forma el grupo de los principales periódicos de referencia de Brasil. 